# Contea di Gu
La contea di Gu (古县S, Gǔ XiànP) è una contea della Cina, situata nella provincia dello Shanxi e amministrata dalla prefettura di Linfen.